# Sarah Affonso
Sarah Affonso, nome artístico de Sara Sancha Afonso (Beato, Lisboa, 13 de maio de 1899 — Campo Grande, Lisboa, 15 de dezembro de 1983), foi uma pintora e ilustradora portuguesa, condecorada pelo Estado português

## Biografia / Obra

Família, 1937, óleo sobre tela, 103 x 86 cm

Procissão, 1934, óleo sobre tela, 110 x 70 cm

Nascida em Lisboa, em 1899, na Calçada do Duque de Lafões, 1º direito, no seio de uma família relativamente modesta, viveu em Viana do Castelo entre os 5 e os 15 anos de idade.  "Estes primeiros anos da sua vida marcariam indelevelmente a sua obra, desenvolvida nos trilhos dessa memória das paisagens minhotas, dos azuis, dos pinhais e das praias, do seu quotidiano e das tradições". Os seus pais eram Francisco Marcelino Afonso, sargento de infantaria, natural de Valença e Alexandrina Rosa Gomes Afonso, doméstica, natural de Lisboa e filha de pai argentino. 
Estudou pintura na Escola de Belas-Artes de Lisboa, onde foi aluna de Columbano Bordalo Pinheiro.  Esteve em Paris em 1923-1924 e, de novo, em 1928-1929 (sobrevive trabalhando num atelier de costura). É durante a sua segunda estadia, que expõe o quadro Meninas, no Salon d'Automne de 1928. 
De regresso a Lisboa, integra-se no ambiente artístico e intelectual lisboeta. Pertencente à segunda geração de pintores modernistas portugueses, contemporânea de Bernardo Marques, Mário Eloy e Carlos Botelho. Expõe no I Salão dos Independentes (SNBA, 1930) e em outras mostras coletivas; expõe individualmente; frequenta as tertúlias de A Brasileira (até então um território tipicamente masculino).
Em 1934 casa-se com Almada Negreiros, tentando a partir daí conciliar a vida de mãe de família e de pintora. Nos primeiros anos de casamento desenvolve o que será a parte mais importante da sua obra pictórica. "Dos retratos de meninas e mulheres e das paisagens urbanas passa para composições que incorporam motivos antes utilizados nos bordados, oriundos da cultura e imaginário populares. Evoca, a partir da  memória da infância passada no Minho, costumes (procissões, festas, alminhas) e mitologias populares".
Celebraria também a sua vida pessoal em pinturas como Família, 1937, um dos seus trabalhos mais emblemáticos, onde se figura com o marido e o primeiro filho. Neste auto-retrato alargado à sua família e que funciona também como metáfora para a lenda do "menino-deus", Sarah Afonso faz uma síntese de vários aspectos da sua obra: "a qualidade do traço, o cromatismo, o desenho implícito na composição narrativa – como se tratasse de um sonho acordado – elementos tradicionais da cultura popular, como os bordados, os brinquedos e as lendas. É comum verificarmos esta associação lírica sobre a realidade, em que o tema se funde com a vivência dos retratados".
Foram várias as razões que a levaram a abandonar a pintura em finais dos anos de 1940. "Às razões pessoais juntavam-se a insegurança profissional e a falta de condições de trabalho. Continuou, no entanto, com um trabalho menos visível nas artes decorativas e de apoio a Almada Negreiros [...]. Em finais dos anos 50, retomou algumas das direções interrompidas, como a ilustração infantil (entre outros de A Menina do Mar, 1958, de Sophia de Mello Breyner Andresen) e o desenho".
Expôs individualmente em 1932 e 1939. Participou na Exposição do Mundo Português, 1940. Em 1944 recebeu o Prémio Sousa Cardoso na 8ª Exposição de Arte Moderna organizada pelo SPN. Em 1953 participou na Bienal de S. Paulo, Brasil.
Colaborou com várias revistas, nomeadamente: Ocidente, Revista de Portugal, Panorama e Sudoeste. 
Foram realizadas mostras retrospectivas da sua obra em 1953 e 1962 (Galeria de Março, Lisboa, e Academia Dominguez Alvarez, Porto respectivamente).
Sarah Afonso está sepultada no Cemitério do Alto de São João, juntamente com Almada Negreiros.

## Homenagens e Legado
Ganha o Prémio Sousa Cardoso, em 1944. 
A 7 de agosto de 1981, foi agraciada com o grau de Comendador da Ordem Militar de Sant'Iago da Espada. que foi entregue pelo então Presidente da República Portuguesa, o general Ramalho Eanes 
Por ocasião do centenário do seu nascimento, em 1999, realizaram-se exposições comemorativas em Viana do Castelo e Porto. 
Em 2019 o Museu Gulbenkian celebra o 120.º aniversário do seu nascimento apresentando a exposição Sarah Affonso e a Arte Popular do Minho. 

## Ligações Externas
- Arts and Culture Google| Obras de Sarah Affonso
- Arquivos RTP | Documentário: Sarah Afonso - Biografia do Centenário 1899-1999